# 踢踏舞

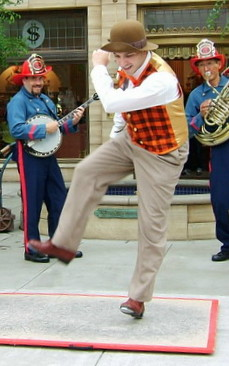
踢踏舞

踢踏舞（英語：tap dance），Tap 為拍打敲擊的意思，同時也是踢踏舞鞋鞋底鐵片的名字，起源於1920年的美國。當時愛爾蘭移民和非洲奴隸把各自的民間舞蹈帶到美國，逐漸融合形成新的舞蹈形式。這種舞蹈的形式比較開放自由，沒有很多的形式化限制。舞者運用鞋底腳掌與腳跟的鐵片，打擊出繁複多變的節奏聲響，加上舞者的各種優美舞姿，形成踢踏舞特有的幽默、詼諧和表現力非常豐富的一種魅力，同時與爵士樂文化一同發展，可與爵士樂團一同即興演出。

## 美式踢踏
美式踢踏是以自由、輕鬆及幽默作为型态。它源自于公元1739年，因此美式踢踏舞最早的起源是來自對白人種族壓迫的反抗，而這些從非洲來的黑奴及時採用白人木屐舞，結合後產生了踢踏（TAP）。

## 爱尔兰式踢踏
愛爾蘭人跳的踢踏舞強調「踩」和「踏」，是當地民族舞蹈的一種，舞者保持上半身不動，僅靠著下半身的震動來營造視聽效果，而舞者整體隊形的美感是愛爾蘭人跳踢踏舞的特色，也是一種禮儀。